# Drastic Fantastic
Drastic Fantastic è il terzo album in studio della cantante britannica KT Tunstall, pubblicato il 10 settembre 2007 dalla Virgin Records.
Il primo singolo è stato Hold On seguito da Saving My Face e If Only.
Nella USA Billboard 200 chart, Drastic Fantastic ha debuttato al nono posto, vendendo circa 50 000 copie nella prima settimana.
In Scozia, KT ha battuto sia Kanye West che 50 Cent raggiungendo la numero 1 nella classifica degli album scozzesi.
A partire da agosto 2008, Drastic Fantastic ha venduto 215 000 copie nei soli Stati Uniti.

## Accoglienza
L'album ha ricevuto l'elogio della maggior parte dei critici. I critici di musica da The Observer hanno dato a Drastic Fantastic cinque stelle. Rob Sheffield di Rolling Stone ha dato all'album tre stelle su cinque. Stephen Thomas Erlewine di AllMusic ha dato all'album quattro stelle su cinque, definendolo "un album pop, con il cuore di un cantautore".
Tuttavia, alcuni critici sono stati meno colpiti, dichiarando che nell'album mancava il tocco folk che c'era nel suo album precedente, Eye to the Telescope. The Guardian ha dato tre stelle, affermando "KT Tunstall poteva fare di meglio".

## Tracce
1. "Little Favours"- 3:09 (KT Tunstall)
2. "If Only"- 3:46 (Tunstall, Jimmy Hogarth)
3. "White Bird" - 3:13 (Tunstall)
4. "Funnyman" - 2:56 (Tunstall, Martin Terefe)
5. "Hold On"- 2:57 (Tunstall, causa Ed)
6. "Hopeless" - 3:41 (Tunstall)
7. "I Don't Want You Now" - 3:48 (Tunstall)
8. "Saving My Face"- 3:38 (Tunstall)
9. "Beauty of Uncertainty" - 5:01 (Tunstall)
10. "Someday Soon" - 3:53 (Tunstall, Hogarth, Sam Dixon)
11. "Paper Aeroplane" - 3:16 (Tunstall)

### Bonus tracks
Queste tracce si possono trovare su iTunes:
1. "Suddenly I See" (Live)
2. "Hold On" (Live from The Today Show) – music video
3. "Bad Day" (UK only)
4. "Mothgirl" (UK only)

Nella iTunes Deluxe Edition, di video musicali sono inclusi i seguenti:
1. "Black Horse and the Cherry Tree"
2. "Suddenly I See (Standard Version)"
3. "Suddenly I See (Larger Than Life Version)"
4. "Under the Weather (Radio Mix)"
5. "Other Side of the World"
6. "Hold On"

Inoltre, è dotato di un documentario di quindici minuti del regista Chris Bran e due libretti digitali.

## Singoli estratti
- "Hold On" è stato pubblicato come primo singolo dell'album il 16 luglio 2007 negli Stati Uniti, e il 27 agosto nel Regno Unito.
- "Saving My Face" è stato scelto come secondo singolo, ma è stato pubblicato il 12 novembre 2007.
- "If Only" è stato pubblicato il 3 marzo 2008.

Un video per la canzone Little Favours è stato pubblicato in molti canali musicali del Brasile (come Mtv Brasil & Multishow). Nel video non compaiono ne KT Tunstall ne la sua band, ma compare un suo fan ed ex-insegnante, Mr. Fritte, che muove un fantoccio denominato The Tunstallator.

## Classifiche
| Classifica (2005/06)      | Posizione massima |
| ------------------------- | ----------------- |
| Europeo Album             | 7                 |
| Australia                 | 48                |
| Austria                   | 43                |
| Canada                    | 10                |
| Francia                   | 30                |
| Germania                  | 35                |
| Irlanda                   | 10                |
| Italia                    | 35                |
| Nuova Zelanda             | 22                |
| Paesi Bassi               | 21                |
| Regno Unito               | 3                 |
| Scozia                    | 1                 |
| Stati Uniti               | 9                 |
| Stati uniti (rock albums) | 1                 |

## Date di pubblicazione
| Paese       | Data              |
| ----------- | ----------------- |
| Europa      | 10 settembre 2007 |
| Australia   | 15 settembre 2007 |
| Canada      | 18 settembre 2007 |
| Stati Uniti | 18 settembre 2007 |